# Сальвадор (фільм)
«Сальвадор» (ісп. Salvador (Puig Antich)) - художній фільм іспанського режисера Мануеля Уерга вийшов в 2006 році.
Фільм заснований на книзі Франсеска Ескрібано «Зворотний відлік. Історія Сальвадора Пуч Антика », яка описує страту анархіста Сальвадора Пуч Антика, останнього страченого на гаррота при диктатурі Франсиско Франко.

## Зміст
Іспанія. Фашистський режим Франко вже довгі роки мучить населення країни. Молоде покоління мислить новими категоріями свободи, вони не хочуть більше жити під гнітом тоталітарної диктатури. Такий і наш герой - простий і веселий студент Сальвадор. Разом зі своїми однодумцями він вирішує протистояти системі силою зброї.

## Ролі
| Актор              | Роль              |
| ------------------ | ----------------- |
| Даніель Брюль      | Сальвадор         |
| Трістан Ульоа      | Оріол Арау        |
| Леонардо Сбаралья  | Хасус Ірроре      |
| Леонор Вотлінг     | Кука              |
| Інгрід Рубіо       | Маргаліда         |
| Челсі Бугалло      | батько Сальвадора |
| Мерседес Сампьетро | мати Сальвадора   |
| Олайя Ескрібано    | Імма Пуч          |
| Карлота Ольчіна    | Карме Пуч         |
| Беа Сегура         | Монтс Пуч         |
| Андреа Рос         | Мерсона Пуч       |
| Джейкоб Торрес     | Санті Солер       |
| Джоель Джоан       | Оріол Соле        |
| Пабло Дерк         | Хорві Соле        |
| Оріол Віла         | Ігнасі Соле       |
| Келлі Макдональд   | «Заєць»           |

## Знімальна група
- Автори сценарію: 
  - Льюїс Аркарасо
  - Франсеск Ескрібано
  - Діана Бардіна
- Режисер: Мануель Уерга
- Оператор: Девід Омедес
- Композитор: Льюїс Льяк
- Художники: 
  - Антксон Гомес
  - Рафа Жаннон
  - Марія Гіль
- Продюсери: 
  - Жауме Роурес
  - Карола Еш
  - Березня Фарга

## Премії та номінації
- 2006 - Каннський кінофестиваль
  - Учасник програми «Особливий погляд»
- 2006 - Премії Гойя
  - Лауреат премії «за найкращий адаптований сценарій»
  - Номінація премії «за найкращий фільм»
  - Номінація премії «за найкращу чоловічу роль» (Даніель Брюль)
  - Номінація премії «за найкращу чоловічу роль другого плану» (Леонардо Сбаралья)
  - Номінація премії «за найкращу режисуру» (Мануель Хуерга)
  - Номінація премії «за найкращу операторську роботу»
  - Номінація премії «за найкращий звук»
  - Номінація премії «за найкращий монтаж»
  - Номінація премії «за найкращі спецефекти»
  - Номінація премії «за найкращу музику»
  - Номінація премії «за найкращу продюсерську роботу»

## Цікаві факти
- У в'язниці Сальвадор грає з наглядачем у баскетбол, шахи, читає «Іліаду» Гомера
- В епізоді перед стратою Сальвадора сестра йому розповідає про художньому фільмі «Чотириста ударів» (реж. Франсуа Трюффо) в контексті головного героя, який не сумує ні за яких обставин
- У кадрах фільму зустрічаються міські пейзажі Барселони